# El Morzillo
El Morzillo (der Schwarze) war ein Pferd der spanischen Konquistadores, das zu einer Gottheit avancierte.
Hernán Cortés führte bei seinem Aufbruch nach Honduras 1524/25 90 andalusische Pferde mit und ritt selbst einen Hengst namens El Morzillo. Dieser verletzte sich im Bergland um La Sierra de los Pedernalos und wurde in der Maya-Stadt Tayasal (Noh Petén) der Ethnie der Itzá am Ufer des Sees von Petén-Itza zurückgelassen. Die Itzá hatten zwar versprochen, das Pferd angemessen zu verpflegen, wussten mit dem Tier aber nicht umzugehen. El Morzillo starb binnen kurzer Zeit. 
Seine Gastgeber errichteten auf einer der Inseln des Sees eine überlebensgroße Statue des Pferdes. Sie zeigte El Morzillo auf den Hinterläufen sitzend und mit weggestreckten Vorderbeinen, also in der Haltung eines geschwächten oder kranken Pferdes. Vermutlich sollte die Statue Cortez bei seiner angekündigten Rückkehr beschwichtigen, doch er bekam sie nie zu Gesicht. El Morzillo wurde später von den Indianern mit dem Wettergott Tziunchan gleichgesetzt – vielleicht, weil dessen Symbol dem christlichen Kreuz glich, das die Spanier eingeführt hatten. 
Im Jahr 1697 entdeckten die Franziskanerpadres Orbieta und Fuensalida die Statue und zerstörten sie als heidnisches Götzenbild.